# Kappen (Heimenkirch)
Kappen (westallgäuerisch: ts Khapə) ist ein Gemeindeteil der Marktgemeinde Heimenkirch im bayerisch-schwäbischen Landkreis Lindau (Bodensee).

## Geographie
Die Einöde liegt circa zwei Kilometer westlich des Hauptortes Heimenkirch und zählt zur Region Westallgäu. Durch den Ort verläuft die Bundesstraße 32 sowie südlich die Bahnstrecke Buchloe–Lindau.

## Ortsname
Der Ortsname stammt vom Familiennamen Kapp und bedeutet (Ansiedlung) des Kapp. Eine Abstammung vom lateinischen caupona für eine Schenkwirtschaft oder Marketenderei an der Römerstraße scheint eher unwahrscheinlich.

## Geschichte
Im heutigen Ort stand ein Burgus an der Römerstraße Kempten–Bregenz. Kappen wurde erstmals urkundlich im Jahr 1783 erwähnt. Im 19. Jahrhundert kam die Hutproduktion in Kappen auf.

## Denkmäler

### Bodendenkmäler
- Burgus Kappen (auch Burgus Meckatz), Burgus der römischen Kaiserzeit, Aktennummer D-7-8325-0017
- Römerstraße Kempten–Bregenz, Straße der römischen Kaiserzeit, Aktennummer D-7-8325-0018

Siehe auch: Liste der Bodendenkmäler in Heimenkirch